# Aeroportul Namrole
Aeroportul Namrole (IATA: NRE, ICAO: WAPG) este un aeroport din Buru⁠(d), Maluku⁠(d), Indonezia.
Situat la o altitudine de 315 m, aeroportul dispune de o singură pistă.